# Louis-François Roubiliac
Louis-François Roubiliac o Roubillac (Lyon, 1695/1705?-ib., 11 de enero de 1762) fue un escultor francés, que hizo gran parte de su trabajo en el Reino Unido.

## Biografía

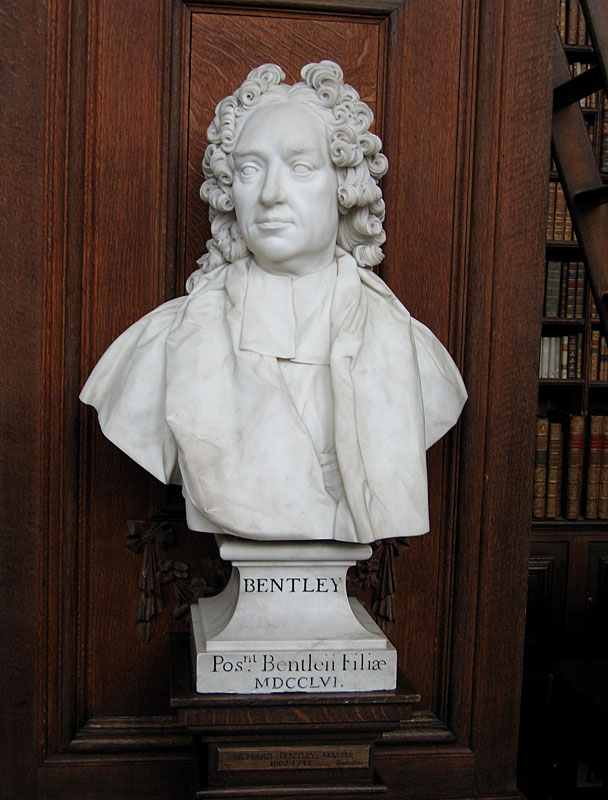
Retrato de Richard Bentley por Louis-François Roubiliac.

Se desconoce la fecha exacta del nacimiento de Louis-François Roubiliac en Lyon. Parece que se formó con el escultor barroco Balthasar Permoser de Dresde, luego en París con Nicolas Coustou. Obtuvo en 1730 el segundo Premio de Roma, otorgado por la Academia de París, y luego fue a Inglaterra en la década de 1730. Se convirtió al protestantismo y después de trabajar con el escultor Henry Cheere, abrió su propio estudio en Londres en 1740. En 1752 viajó a Italia con el pintor Thomas Hudson.
El trabajo de Louis-François Roubiliac consiste principalmente en retratos y bustos de mármol, a menudo en el campo del arte funerario. Entre sus esculturas más famosas se incluyen monumentos en la Abadía de Westminster: Handel, George Wade duque de Argyll y el monumento de José y Elizabeth ruiseñor (1761).
Las estatuas de Jorge I de Gran Bretaña, sir Isaac Newton y el duque de Somerset, en Cambridge, como la estatua de Jorge II de Gran Bretaña en Golden Square (Londres), son también de él. En Trinity College (Cambridge) se encuentra una colección de sus bustos que representan a personas de esta universidad.

El busto de Shakespeare, conocido como el busto Davenant, que pertenece al Club Garrick, se adjudica a Roubiliac. La estatua de Shakespeare, por encargo de David Garrick es oferta por el actor a la nación inglesa, y se encuentra en el Museo Británico así como el busto de Oliver Cromwell. Jonathan Tyers le encargó una estatua de Händel para sus jardines de Vauxhall (1738). El trabajo está ahora en el Museo de Victoria y Alberto.

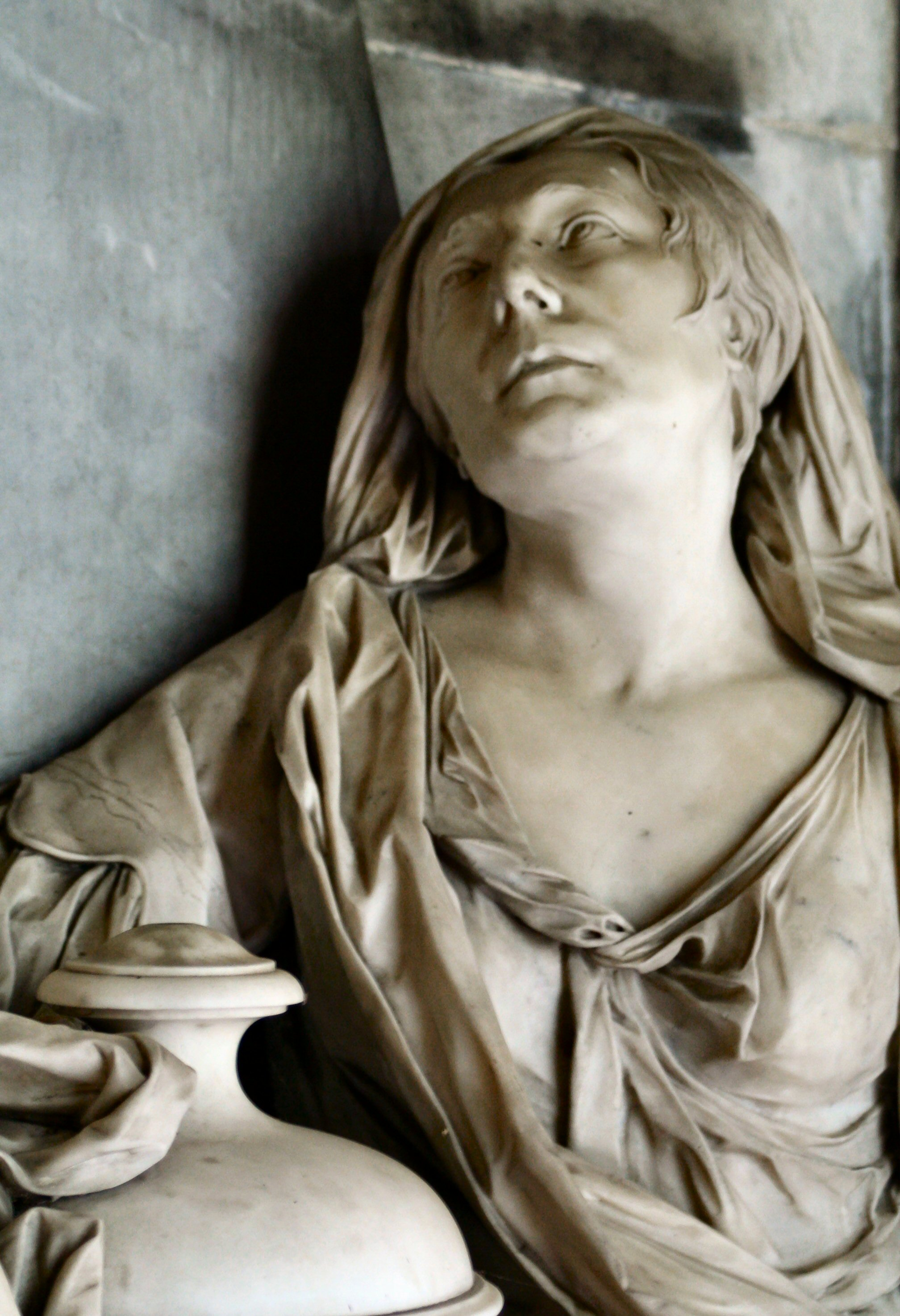
Detalle del memorial Ann Bellamy Lynn en Southwick, Northamptonshire.